# 片田珠美
片田 珠美（かただ たまみ、1961年 - ）は、日本の精神科医、作家。

## 略歴
1985年大阪大学医学部卒業、1996年京都大学大学院人間・環境学研究科博士課程修了。のちにフランス政府給費留学生としてフランスに留学し、パリ第8大学精神分析学部でラカン派の精神分析を学ぶ。DEA（専門研究課程修了証書）を取得し、パリ第8大学博士課程中退。2003年（平成15年）度から2016年（平成28年）度まで京都大学非常勤講師。

## 人物
精神科医として勤務するかたわら、その臨床経験に基づいて現代社会における犯罪心理や心の病を分析し、多数のメディアで発表や解説を行っている。本人によれば長らく作家としては「鳴かず飛ばず」だったが、『他人を攻撃せずにはいられない人』（PHP新書）が2014年に24万部を超えるヒット作となり、2015年には15冊以上の本を出すほど執筆依頼が殺到した。
2013年から2016年まで産経WESTでコラムを連載しており、「現在の私にとって最大のピンチは、「精神医学界の沢尻エリカ」と自称するほどの美貌と豪語しているのに、ネット上では「顔面偏差値23」などと書かれていること」だと自嘲するなどユーモラスな文章を綴っていた。
広島県出身の熱狂的な広島カープファンであり、赤ヘル黄金期に青春時代を過ごした。
子供のころは少女漫画の『ベルサイユのばら』に熱中し、フランス革命やマリー・アントワネットに関する著作を読みあさるだけでなく、大学では仏文科に進学して将来的にパリで生活することを目指していた。結局は両親の（特に母親の）反対で、仏文科への進学をあきらめ、大阪大学医学部に入学する。
1980年代半ばから市中病院での勤務を開始したが、後にフランスの精神分析家ラカンの著作に感銘を受け、国内の語学学校でフランス語を勉強したのち、夫を国内に残して単身フランスに留学した。しかし憧れのパリでの生活にもかかわらず、フランス語の会話はままならず、外出することさえ嫌になる典型的「パリ症候群」にかかっていたと当時のことを回想している。
遠隔操作ウイルス事件の容疑者について、片田が産経新聞サイトのコラムで、「モテなさそう」などと記載して物議を醸した。

## 著作

### 単著
- 『オレステス・コンプレックス - 青年の心の闇へ』（日本放送出版協会） 2001
- 『17歳のこころ - その闇と病理』（日本放送出版協会、NHKブックス） 2003
- 『攻撃と殺人の精神分析』（トランスビュー） 2005
- 『薬でうつは治るのか?』（洋泉社、新書y） 2006
- 『やめたくてもやめられない - 依存症の時代』（洋泉社、新書y） 2007
- 『こんな子どもが親を殺す』（文春新書） 2007
- 『無差別殺人の精神分析』（新潮選書） 2009
- 『一億総ガキ社会 「成熟拒否」という病』（光文社新書） 2010
- 『一億総うつ社会』（ちくま新書） 2011
- 『なぜ、「怒る」のをやめられないのか -「怒り恐怖症」と受動的攻撃』（光文社新書） 2012
- 『正義という名の凶器』（ベスト新書） 2013
- 『他人を攻撃せずにはいられない人』（PHP新書） 2013
- 『プライドが高くて迷惑な人』（PHP新書） 2014
- 『賢く「言い返す」技術』（三笠書房） 2015
- 『他人の支配から逃げられない人』（ベスト新書） 2015
- 『他人の意見を聞かない人』（角川新書） 2015
- 『怒れない人は損をする! 人生を好転させる上手な怒りの伝え方』（新潮社） 2015
- 『「自分が絶対正しい!」と思っている人に振り回されない方法』（大和書房） 2015
- 『他人の不幸を願う人』（中公新書ラクレ） 2015
- 『〈図解〉他人を攻撃せずにはいられない人 職場、家庭の困った人から身を守る処方箋40 「害になる人」その避け方、言い返し方、つきあい方』（PHP研究所） 2015
- 『男尊女卑という病』（幻冬舎新書） 2015
- 『母に縛られた娘たち』（宝島社） 2015
- 『自分のついた嘘を真実だと思い込む人』（朝日新書） 2015
- 『嫉妬をとめられない人』（小学館新書） 2015
- 『孤独病 - 寂しい日本人の正体』（集英社新書） 2015
- 『「上司」という病』（青春新書INTELLIGENCE） 2015
- 『自分を責めずにはいられない人』（PHP新書） 2015
- 『平気で他人を傷つける人』（KADOKAWA） 2015
- 『許せないという病』（扶桑社新書） 2016
- 『やめたくてもやめられない人』（PHP文庫） 2016
- 『自己愛モンスター「認められたい」という病』（ポプラ新書） 2016
- 『上手に「自分を守る」技術』（三笠書房） 2016
- 『オレ様化する人たち - あなたの隣の傲慢症候群』（朝日新聞出版） 2016
- 『自分の都合を押しつける人』（角川新書） 2016
- 『すぐ感情的になる人』（PHP新書） 2016
- 『他人を平気で振り回す迷惑な人たち』（SB新書） 2017
- 『騙されない技術』（講談社） 2017
- 『「正義」がゆがめられる時代』（NHK出版新書） 2017
- 『拡大自殺 - 大量殺人・自爆テロ・無理心中』（角川選書） 2017
- 『忖度社会ニッポン』（角川新書） 2017
- 『高学歴モンスター - 一流大学卒の迷惑な人たち』（小学館新書） 2018
- 『被害者のふりをせずにはいられない人』（青春新書INTELLIGENCE） 2018
- 『一億総他責社会』（イースト新書） 2019
- 『怖い凡人』（ワニブックスPLUS新書） 2019
- 『子どもを攻撃せずにはいられない親』（PHP新書） 2019
- 『「自分が正義」の人に振り回されない方法』（だいわ文庫） 2019
- 『「不倫」という病』（大和書房） 2021
- 『他人をコントロールせずにはいられない人』（朝日新書） 2021
- 『職場を腐らせる人たち』（講談社現代新書）2024
- 『マウントを取らずにはいられない人』（PHP新書）2025

### 共著
- 『こころの病理学』（新宮一成, 芝伸太郎, 西口芳伯共著、丸善） 2010